# Yorgos Arvanitis
Yorgos Arvanitis (Grécia, 22 de fevereiro de 1941) é um diretor de fotografia grego.